# Conopsis
Conopsis is een geslacht van slangen uit de familie toornslangachtigen (Colubridae) en de onderfamilie Colubrinae.

## Naam en indeling
De wetenschappelijke naam van de groep werd voor het eerst voorgesteld door Albert Günther in 1858.
Er zijn zes soorten, veel soorten werden eerder tot andere geslachten gerekend die niet meer erkend worden, zoals Toluca en Ogmius.

### Soorten
Het geslacht omvat de volgende soorten, met de auteur en het verspreidingsgebied.
| Naam                 | Auteur               | Verspreidingsgebied | Hoogte*     |
| -------------------- | -------------------- | ------------------- | ----------- |
| Conopsis acuta       | Cope, 1886           | Mexico              | 1800 - 2600 |
| Conopsis amphisticha | Smith & Laufe, 1945  | Mexico              | 1700 - 3080 |
| Conopsis biserialis  | Taylor & Smith, 1942 | Mexico              | 1700 - 3080 |
| Conopsis lineata     | Kennicott, 1859      | Mexico              | 1750 - 3100 |
| Conopsis megalodon   | Taylor & Smith, 1942 | Mexico              | 1730 - 3200 |
| Conopsis nasus       | Günther, 1858        | Mexico              | 1515 - 2950 |

* = Hoogte boven zeeniveau in meters

## Verspreiding en habitat
Alle soorten komen voor in delen van zuidelijk Noord-Amerika en leven endemisch in Mexico.
De habitat bestaat uit zowel vochtige als drogere tropische en subtropische bossen, gematigde bossen en tropische subtropische scrublands. Ook in door de mens aangepaste streken zoals weilanden kan de slang worden aangetroffen.

## Beschermingsstatus
Door de internationale natuurbeschermingsorganisatie IUCN is aan vijf soorten een beschermingsstatus toegewezen. Vier soorten worden beschouwd als 'veilig' (Least Concern of LC) en een soort als 'gevoelig' (Near Threatened of NT).